# Frederick William Mackey Holliday
Frederick William Mackey Holliday (Winchester, 22 febbraio 1828 – 20 maggio 1899) è stato un politico statunitense.

## Biografia
Fu il trentottesimo governatore della Virginia. Figlio di R.J. e Mary Catherine Taylor Holliday. Studiò al Winchester Academy e all'università di Yale.
Durante la battaglia di Cedar Mountain venne ferito al braccio destro che venne amputato. Alla sua morte il corpo venne sepolto al Mount Hebron Cemetery in Winchester.